# Grombalia
Grombalia (Arabisch: قرمبالية) is een plaats in het noordoosten van Tunesië, gelegen aan de westkant van het schiereiland Kaap Bon. In 2014 telde de plaats 67.475 inwoners.
Grombalia ligt ongeveer 42 kilometer ten zuidoosten van de hoofdstad Tunis op een hoogte van ongeveer 100 meter boven zeeniveau. Het weer is relatief regenachtig, waardoor het landschap vruchtbaar is. De badplaats Hammamet ligt ongeveer 28 kilometer ten zuidoosten van Grombalia. Twee kilometer ten zuiden van Grombalia ligt het dorpje Turki, dat ook bij deze plaats hoort.
De belangrijkste economische tak van de stad en haar omgeving is landbouw; voornamelijk de teelt van druiven, olijven en citrusvruchten.
Het stadje Grombalia is in de 17e eeuw gesticht door de Moren (Andalusiërs), die ten tijde van de Reconquista Spanje ontvluchtten. Ooit woonde hier een grote Italiaanse bevolkingsgroep, die zich vestigde tijdens het Franse protectoraat.